# Harro Meyer
Harro Meyer (* 1. April 1905 in Halle; † 7. August 1965 in Tettnang) war ein deutscher Mediziner und Politiker (SPD).

## Leben
Meyer besuchte das Gymnasium und studierte im Anschluss Philosophie, Musikwissenschaft und Medizin. Er bestand die Approbation als Arzt, wurde zum Dr. med. promoviert und betrieb seit 1938 eine eigene Praxis in Berlin. In den Jahren 1940 bis 1945 nahm er als Soldat am Zweiten Weltkrieg teil und wurde als Truppenarzt eingesetzt. Nach dem Kriegsende war er als Praktischer Arzt mit eigener Praxis in Kressbronn am Bodensee tätig.
Meyer trat nach 1945 in die SPD ein und war Mitglied des Bundesvorstandes der Arbeitsgemeinschaft sozialdemokratischer Ärzte. Bis zu seinem Tode war er Gemeinderat in Kressbronn. Bei den Landtagswahlen 1960 und 1964 wurde er über ein Zweitmandat des Wahlkreises Wangen als Abgeordneter in den Landtag von Baden-Württemberg gewählt, dem er bis zu seinem Tode angehörte. Für ihn rückte Günter Höch ins Parlament nach.
Harro Meyer war verheiratet und hatte vier Kinder.